# 高波瀬史人
高波瀬 史人(こうはせ ふみと、 1995年10月2日-)は、三重県松阪市出身のフットゴルフ選手。FC岐阜フットゴルフクラブ所属。

## 来歴
小学校～高校卒業まで12年間は野球部に所属。
立命館大学へ進学。大学2年生の夏にフットゴルフと出逢う。
「運動神経を生かして、日本代表になれるようなスポーツをやってみろ」という高校時代の先生の言葉を思い出し、インターネットで探して興味を持ったのがフットゴルフだった。
フットゴルフを始めてわずか半年でアルゼンチンW杯に出場。(最年少出場)
2018年　東海フットゴルフリーグを新設・運営。
「フットゴルフを普及するためにはフットゴルフができる場所が必要であり、フットゴルフが楽しめる環境を整えるためにも自分が先頭に立ち、東海地方での普及活動を行っていくことで、東海地方からフットゴルフを盛り上げていきたいという想いからフットゴルフリーグを主催している。」
2018年　モロッコW杯に日本代表として出場
2019年4月　ジャパンツアー初優勝。(当時最年少優勝)
2019年7月　FC岐阜フットゴルフクラブ設立＆所属。
2019年10月 「SQUADS（スクワッズ）2019 supported by ASC HR Agent〜フットゴルフチーム日本一決定戦〜」にチーム「ヤングボーイズ」として出場し、初のフットゴルフチーム日本一となる
2019年12月 SHIELDS OPEN優勝。(ツアー2勝目)

## 主な戦歴

### 2019年
- 第9回SHIELDS OPEN(ジャパンツアー) 優勝

### 2020年
- 東海リーグ第一節 2位T
- 岐阜オープン at Adonis(ジャパンツアー) 2位T

### 2021年
- 千葉オープン at Camel(ジャパンツアー) 2位T
- 第19回SHIELDS OPEN(ジャパンツアー) 2位T[8]

### 2022年
- 第28回SHIELDS OPEN(ジャパンツアー) 優勝[9]

- 第35回SHIELDS OPEN(ジャパンツアー) 準優勝[10]

- 地域チャンピオンシップ2022 準優勝

## 優勝歴

### ジャパンツアー
- 2019年4月　群馬オープン(FIFG100)

- 2019年12月 第9回SHIELDS OPEN

- 2022年1月 第28回SHIELDS OPEN

## 代表歴

### 2016年
- 第2回ワールドカップ（アルゼンチン）

### 2018年
- 第3回ワールドカップ(モロッコ)

### 2023年
- 第4回ワールドカップ(アメリカ)